# Verlag Heilbronn
Der Verlag Heilbronn wurde 1981 von der Schriftstellerin, Kulturjournalistin und Meditationslehrerin Inge von Wedemeyer (* 1921) in Heilbronn gegründet. Die Inhaberschaft wurde weitergegeben an Karima Sen Gupta-Tuchtfeldt, Lehrerin und Autorin, Basel und an Johan Witteveen, ehemals stellvertretender Ministerpräsident und Finanzminister der Niederlande. Seit 2016 führt ihn Josef Ries, Polling, Bayern als Inhaber zusammen mit seiner Frau Uta Maria Baur.

## Schwerpunkt des Verlages
Der Verlag Heilbronn publiziert Bücher, die geprägt sind von interreligiöser Toleranz und in der Tradition des Universalen Sufismus stehen. Das Portfolio umfasst vorwiegend Übersetzungen aus dem Englischen zum Themenspektrum Spiritualität, ethische Persönlichkeitsentwicklung, Meditation und Mystik. Der Verlag ist dabei auf die Publikation der Werke des indischen Religionsgelehrten, Musikers und Mystikers Hazrat Inayat Khan und seiner Nachfolge sowie dem Genre verwandte Autorinnen und Autoren spezialisiert. Er widmet sich zudem den Werken der Schriftstellerin, Musikerin, Sufi-Mystikerin und Widerstandskämpferin gegen den nationalsozialistischen Terror, Noor Inayat Khan.

## Buchreihen
- Gesamtausgabe Centennial Edition von Hazrat Inayat Khan. Bisher sind 4 Bände von insgesamt 13 erschienen. Band 5 erscheint voraussichtlich 2025. Die Werke von Hazrat Inayat Khan zählen zu den großen spirituellen Schätzen dieser Welt. Sie sind tief verwurzelt in der Tradition der Sufis und im Geist der Einheit der Weltreligionen und Weisheitslehren der Menschheit.
- Taschenbuchreihe Mystische Texte: Mystik, verstanden als Weg zur Erfahrung und Erkenntnis Gottes und der transzendenten Wirklichkeit im Sinne einer vollständigen Bewusstwerdung, ist letztlich die Essenz und Grundlage aller Weisheit und der Kern sämtlicher Religionen.
- Geschenkbuchreihe Edition Kalim: Al-Kalim: Dieser Name Gottes hat die Bedeutung: Gesprächspartner, Sprecher, Worte, Äußerung. „Das gesprochene Wort Gottes ist Fleisch geworden.“ Pir Zia Inayat Khan
- Heftreihe Goldene Mitte: Kostproben von Dichtern, Weisen, Religionsstiftern und Mystikern. Dichter und Weise, Religionsstifter und Mystiker haben im Laufe der Menschheitsgeschichte einen kostbaren Schatz an Gedanken und Unterweisungen überliefert, für die meisten von uns viel zu viel, um alles zu lesen. Die Reihe „Goldene Mitte“ möchte Kostproben aus dem vielfältigen Menü anbieten.

## Autoren
Zu den Hauptautoren zählen Hazrat Inayat Khan, Pir Vilayat Inayat Khan, Hidayat Inayat Khan, Noor Inayat Khan, Pir Zia Inayat Khan. Weitere Autoren sind Musharaff Moulamia Khan, Moineddin Jablonski, Neil Douglas-Klotz, Wali Ali Meyer, Shabda Khan, Bilal Hyde, Faisal Muqquaddam, Johan Witteveen, Inge von Wedemeyer, Puran und Susanna Bair, Jürgen Hohmeier und Firos Holterman ten Hove.

## Auszeichnung
- 2021 des Freistaates Bayern[4]